# Нижнее Никитино (Вологодская область)
Нижнее Никитино — деревня в Кичменгско-Городецком районе Вологодской области.
Входит в состав Енангского сельского поселения, с точки зрения административно-территориального деления — в Нижнеентальский сельсовет.
Расстояние до районного центра Кичменгского Городка по автодороге составляет 74 км, до центра муниципального образования Нижнего Енангска по прямой — 11 км. Ближайшие населённые пункты — Бакланиха, Верхнее Исаково, Нижнее Исаково.
Население по данным переписи 2002 года — 4 человека.